# Fagne de Malchamps
Pour les articles homonymes, voir Fagne.

La Fagne de Malchamps est un haut plateau ardennais constitué de landes, de tourbières et de forêts situé principalement dans la commune de Spa en province de Liège (Belgique). Un arrêté du Gouvernement wallon crée en septembre 2020 la réserve naturelle domaniale « Les Fagnes de Malchamps » .
Son sous-sol renferme les eaux minérales de Spa qui sont exploitées par la société Spadel.

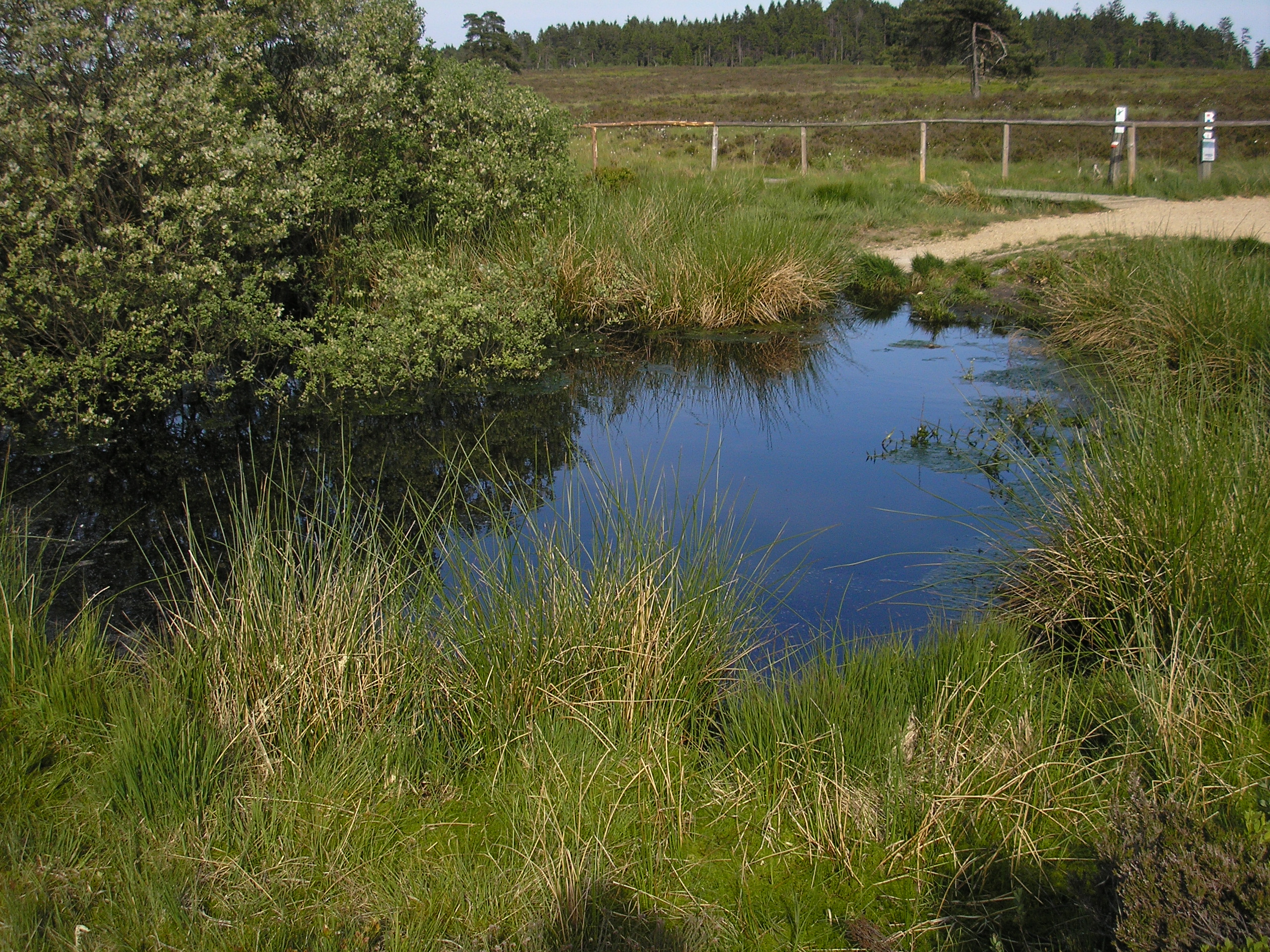
Fagne de Malchamps

## Situation
La Fagne de Malchamps se situe à environ 4 km au sud-est du centre de Spa le long de la route nationale 62 qui conduit à Francorchamps. Elle est bornée à l'ouest par le col du Rosier. Reprise comme site de grand intérêt biologique, la fagne fait aussi partie principalement de la commune de Spa mais aussi des communes de Stoumont et de Stavelot. Elle est longée au sud par l'antique voie de la Vecquée.

## Description
D'une superficie de 358,71 ha pour une longueur approximative de 3 km sur une largeur d'un peu plus d'1 km, la fagne de Malchamps est un espace naturel sauvage culminant à l'altitude de 576 m. Elle peut être considérée comme la partie la plus occidentale de la région des Hautes Fagnes qui est distante d'une petite dizaine de kilomètres. Quelques étendues fagnardes restreintes subsistent cependant plus à l'ouest le long de la Vecquée jusqu'aux environs de Bronromme, dont la Fagne James.
La fagne de Malchamps constitue un des sites majeurs du patrimoine naturel wallon mais, paradoxalement, ne jouissait jusque 2020 d'aucun statut de protection. On peut y observer plusieurs groupements végétaux ou biotopes très intéressants parmi lesquels des tourbières hautes, des bas-marais acides à narthécie, avec de nombreuses droséras à feuilles rondes, des landes humides à bruyère quaternée, des landes sèches, des eaux stagnantes oligotrophes, des saussaies marécageuses ou encore des boulaies à sphaignes. On y trouve également depuis quelques années des plants de grande gentiane.
Pour aider les écosystèmes à retrouver leur biodiversité, une campagne de réintroduction de la vipère péliade a eu lieu en automne 2020 sur la fagne de Malchamps, dans une tourbière éloignée des sentiers de promenade.
Dans la partie orientale de la fagne se trouve un monument érigé pour les victimes d'un bombardier anglais écrasé le 24 avril 1944.

## Activités et tourisme
Situé à l'ouest de la fagne, le domaine de Bérinzenne abrite le musée de la Forêt et des Eaux, le Centre régional d'initiation à l’Environnement et une tour panoramique offrant une vue générale sur la fagne.
Le site avoisine l'aérodrome de Spa-Malchamps.
Le sentier de grande randonnée 5 traverse la fagne.

## Source
- http://biodiversite.wallonie.be/fr/1308-fagne-de-malchamps.html?IDD=251661199&IDC=1881